# Thomas Erskine (1er comte de Kellie)
Pour les articles homonymes, voir Thomas Erskine.
Thomas Erskine, 1er comte de Kellie (1566 - 12 juin 1639) est un pair écossais.

## Biographie
Thomas Erskine est le fils aîné survivant d'Alexandre Erskine de Gogar et Margaret Home, une fille de George Home, 4e Lord Home et de Mariotta Haliburton.
Thomas est un camarade de classe et un ami personnel de longue date de Jacques VI d'Écosse (plus tard Jacques Ier d'Angleterre). Il est "serveur" à la table du roi, un « sewar » . En 1585, il est nommé gentilhomme de la chambre de Sa Majesté.
Jacques VI épouse Anne de Danemark par procuration en 1589 et, en attendant que son épouse vienne en Écosse, écrit une série de poèmes en écossais maintenant connus sous le nom d'Amatoria. Certaines copies manuscrites incluent le nom d'Erskine en tant que « Sr Thomas Areskine de Gogar ». Il est suggéré qu'Erskine a collaboré avec le roi en écrivant les poèmes, ou s'est impliqué dans leur diffusion.
En novembre 1592, Erskine est identifié avec les amis du duc de Lennox, George Home, le colonel William Stewart, le laird de Dunipace et James Sandilands, en tant que partisan de l'ancien favori du roi James Stewart, comte d'Arran, travaillant pour sa réhabilitation, au détriment du chancelier, John Maitland et de la famille Hamilton. Le diplomate anglais Robert Bowes appelle ce groupe les « quatre jeunes courtisans conseillers ».
En janvier 1593, Jacques VI établit un impôt anticipant les dépenses de la naissance et du baptême du prince Henri et nomme Erskine collecteur général de cet impôt . Lors du tournoi lors des festivités du baptême, Erskine se produit en équipe avec le roi, habillé en chevaliers de Malte .
Jacques VI donne à ses courtisans en cadeau des bijoux au Nouvel An. En janvier 1596, Erskine reçoit une « tablette » ou un médaillon serti de rubis et de diamants et une bague en or sertie d'un diamant de table.
Il est avec le roi à l'occasion de la conspiration de Gowrie en 1600, lorsque James est allé du Palais de Falkland à la maison des frères Ruthven à Perth, où il aurait été kidnappé ou assassiné. Erskine reçoit un tiers des terres confisquées aux Ruthvens et le titre de lord Erskine de Dirletoun en 1604. Il est nommé conseiller privé en 1601 et accompagne le duc de Lennox lors d'une visite diplomatique en France.
Jacques VI entretient une « correspondance secrète » avec certains courtisans de la reine Elizabeth, espérant ainsi faciliter son accession au trône d'Angleterre. Une lettre à Robert Cecil est scellée avec l'héraldique d'Erskine et ses initiales « T. A » pour Thomas Areskine .

## À la cour en Angleterre
Thomas Erskine voyage avec Jacques en Angleterre lorsqu'il monte sur le trône d'Angleterre en 1603. Anne Clifford décrit une visite au roi à Theobalds House en mai 1603, notant que la mode de la cour a changé, « nous étions tous timides en nous asseyant dans la chambre de Sir Thomas Erskin » .
Il est nommé capitaine de la garde (1603-1617) et palefrenier du tabouret en 1604 et créé vicomte Fenton (ou Fentoun) en 1606. Erskine écrit fréquemment au comte de Mar en Écosse avec des nouvelles politiques et judiciaires. Il décrit le saignement de nez d'Anne de Danemark à Oatlands en septembre 1604, qui dure une journée, les « 12 premières heures avec une telle abondance que vous ne le croiriez pas » .

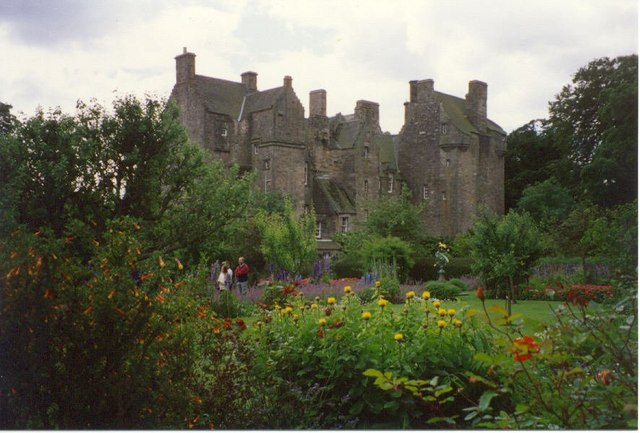
Château de Kellie, Fife, Écosse, National Trust for Scotland

Il est au palais de Whitehall le 27 décembre 1612 lorsque des contrats sont échangés pour le mariage de la princesse Elizabeth et de Frédéric V du Palatinat, et écrit à Mar que « Le mariage est fixé pour la Saint-Valentin et par simple accident » .
Erskine acquiert le château de Kellie du 5e Lord Oliphant en 1613 et reçoit la baronnie de Kellie. En 1615, il est fait chevalier de la Jarretière et comte de Kellie en mars 1619.
À la mort du roi Jacques en mars 1625, le Conseil privé rédige une proclamation. Kellie leur rappelle que Jacques a préféré le titre de « roi de Grande-Bretagne », et il indique que l'utilisation de « roi d'Angleterre et d'Écosse » ne plairait pas au peuple d'Écosse.
Il est mort intestat à Londres en 1639 et est enterré à Pittenweem, Fife.
Le fils de Thomas, Alexandre, est décédé avant son père en 1633. Il est remplacé par son petit-fils, Thomas Erskine, 2e comte de Kellie.

## Famille
Le comte de Kellie se marie trois ou quatre fois. Son premier mariage, le 30 novembre 1587, est avec Ann Ogilvie, fille de Gilbert Ogilvie, de Powrie. Un frère cadet, James Erskine, épouse Marie, fille d'Adam Erskine, commendator de Cambuskenneth le 17 mai 1594.
Il épouse en secondes noces en 1604 Elizabeth Pierrepoint (en), fille d'Henry Pierrepoint.
Plusieurs sources notent que sa troisième épouse est Elizabeth Norreys, veuve d'Edward Norreys, à la suite d'une lettre du comte de Worcester.
Il épousa en troisième, ou quatrième noces, la trois fois veuve Dorothy, fille d'Ambrose Smith de Cheapside .